# Eliza Courtney
Elizabeth Courtney (20 de fevereiro de 1792 - 2 de maio de 1859) era filha ilegítima do político do e futuro primeiro-ministro Charles Grey, 2.º Conde Grey, e socialite Georgiana Cavendish, Duquesa de Devonshire da família Spencer por nascimento, enquanto Georgiana era casada com William Cavendish, 5.º Duque de Devonshire.
A Duquesa foi forçada por seu marido a abandonar Eliza logo após seu nascimento, para ser criada pelos pais de Charles Grey, Charles Gray e Elizabeth Gray, Condessa Gray. A Duquesa costumava visitar Eliza em segredo. E Eliza chamou sua filha primogênita de Georgiana.
O nome Courtney, extinto desde a morte de Charles Kelland Courtney em 1761, foi derivado de seu tio-avô, irmão de sua avó materna, William Poyntz, tendo se casado com Isabella, irmã e co-herdeira do citado Charles Courtney, o último membro da família de Courtney of Trethurfe e Courtney of Tremeer.